# Veslanje na OI 1900.
Veslanje na Olimpijskim igrama u Parizu 1900. godine uključivalo je natjecanja u 4 discipline (samo u muškoj konkurenciji), ali je podijeljeno pet kompleta medalja

## Medal summary
| Kategorija            | Zlato | Srebro | Bronca |
| --------------------- | --- | --- | --- |
| Samac                 | Francuska Hermann Barrelet | Francuska André Gaudin | Ujedinjeno Kraljevstvo Saint-George Ashe |
| Dvojac s kormilarom   | Miješani tim Minerva AmsterdamFrançois Brandt Roelof Klein Hermanus Brockmann kormilar nepoznat                                             | Francuska Société Nautique de la MarneLucien Martinet René Waleff kormilar nepoznat | Francuska Rowing Club CastillonCarlos Deltour Antoine Védrenne Raoul Paoli |
| Četverac s kormilarom | Francuska Cercle de l'Aviron Roubaix Henri Bouckaert Jean Cau Émile Delchambre Henri Hazebrouck Charlot                                     | Francuska Club Nautique de Lyon Georges Lumpp Charles Perrin Daniel Soubeyran Émile Wegelin kormilar nepoznat                                                                                      | Njemačka Favorite Hammonia Wilhelm Carstens Julius Körner Adolf Möller Hugo Rüster Gustav Moths Max Ammermann                                                                    |
| Četverac s kormilarom | Njemačka Germania Ruder Club, Hamburg Gustav Goßler Oskar Goßler Walter Katzenstein Waldemar Tietgens Carl Goßler                           | Nizozemska Minerva Amsterdam Coenraad Hiebendaal Geert Lotsij Paul Lotsij Johannes Terwogt Hermanus Brockmann                                                                                      | Njemačka Ludwigshafener Ruderverein Ernst Felle Otto Fickeisen Carl Lehle Hermann Wilker Franz Kröwerath                                                                         |
| Osmerac               | SAD Vesper Boat Club William Carr Harry DeBaecke John Exley John Geiger Edwin Hedley James Juvenal Roscoe Lockwood Edward Marsh Louis Abell | Belgija Royal Club Nautique de Gand Jules De Bisschop Prosper Bruggeman Oscar Dessomville Oscar De Cock Maurice Hemelsoet Marcel Van Crombrugge Frank Odberg Maurice Verdonck Alfred Van Landeghem | Nizozemska Minerva Amsterdam François Brandt Johannes van Dijk Roelof Klein Ruurd Leegstra Walter Middelberg Hendrik Offerhaus Walter Thijssen Henricus Tromp Hermanus Brockmann |